# Plocepasser mahali
El tejedor gorrión cejiblanco (Plocepasser mahali) es una especie de ave paseriforme de la familia Passeridae propia de África austral y oriental. Suele encontrarse en grupos formados por dos a once ejemplares compuestos de una pareja reproductora y ejemplares no reproductores.

## Taxonomía
Existen cuatro subespecies:
- P. m. melanorhynchus localizada en el este de África
- P. m. ansorgei localizada en el sur de Angola y norte de Namibia
- P. m. mahali localizada desde el sur de Namibia hasta Zimbabue y Sudáfrica
- P. m. pectoralis localizada en Botsuana hasta Tanzania y el oeste de Mozambique

## Descripción
Mide unos 18 cm de largo, su dorso es predominantemente marrón, y sus parte inferiores blancuzcas, se caracteriza por una ancha lista superciliar blanca y grupa blanca la cual es visible durante el vuelo. Mientras que el pico del macho es negro, el pico de la hembra es de un tono hueso grisáceo; y el de los ejemplares juveniles es rosado amarronado. En Zimbabue, los ejemplares poseen un jaspeado marrón en su pecho blanco.
Sus llamadas son un corto chik-chick o un silbido fuerte y fluido cheoop-preeoo-chop.

## Distribución y hábitat
Es una especie muy común en la zona norte-central del sur de África. Si bien la especie habita en zonas secas con bosquecillos o praderas con bosques en el norte de Sudáfrica, también se le encuentra en Botsuana, norte y centro de Namibia, y oeste de Zimbabue. Muy a menudo se le observa en el parque nacional del sur de Luangwa, Zambia y el sur de Malawi. A veces se observan grupos hasta en Etiopía.
La especie construye sus nidos en riveras de cauces secos con vegetación arbustiva y thornveld. Es una especie sedentaria.

## Reproducción
A lo largo del año, los grupos de esta especie se muestran activos construyendo nidos. Se pueden observar conjuntos de entre diez a sesenta nidos con forma de U invertida construidos con pasto seco en el sector externo de las ramas de los árboles, si bien solo algunos de ellos se utilizan para reproducción o para descansar. Mientras que los nidos para reproducción poseen una sola entrada, los nidos para descansar poseen una entrada en cada uno de sus dos extremos. Los estudios realizados indican que en una determinada región los nidos se ubican en la zona a sotavento de los árboles. A veces otras especies utilizan los nidos que construye Plocepasser mahali.
Se reproducen durante todo el año, aunque principalmente durante los meses más cálidos.

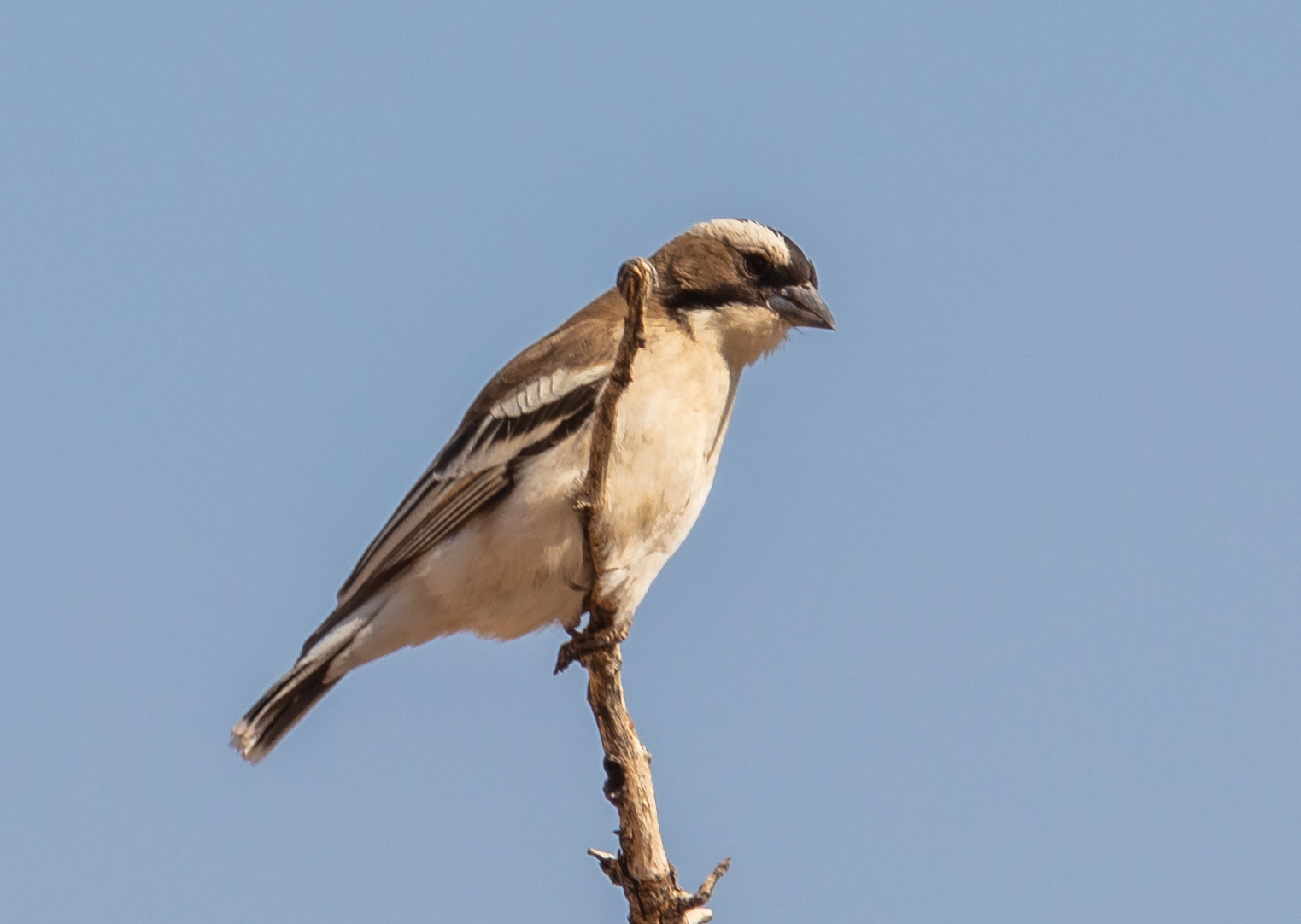
Juvenil en Namibia.
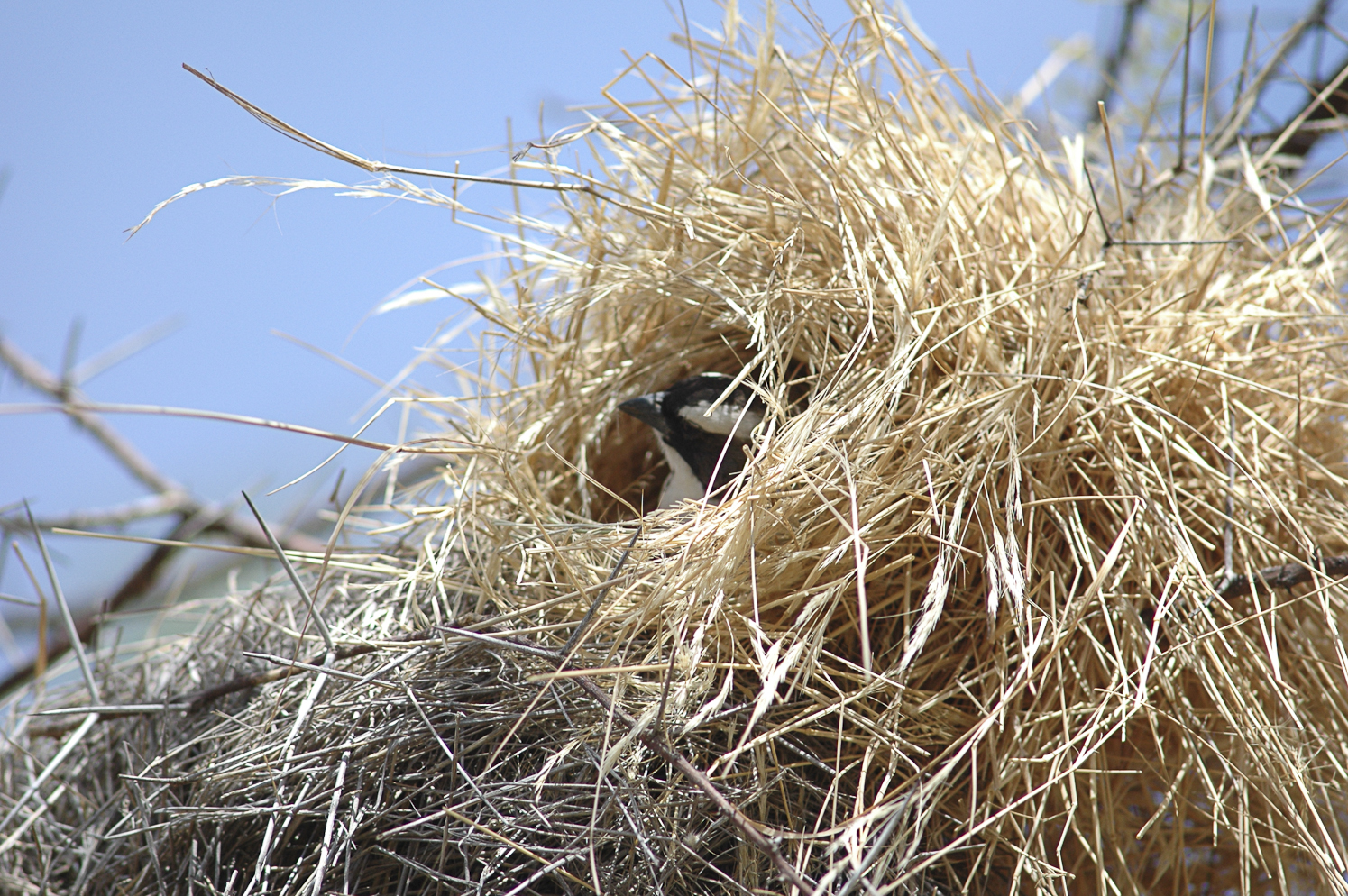
Macho en un nido en Kenia.
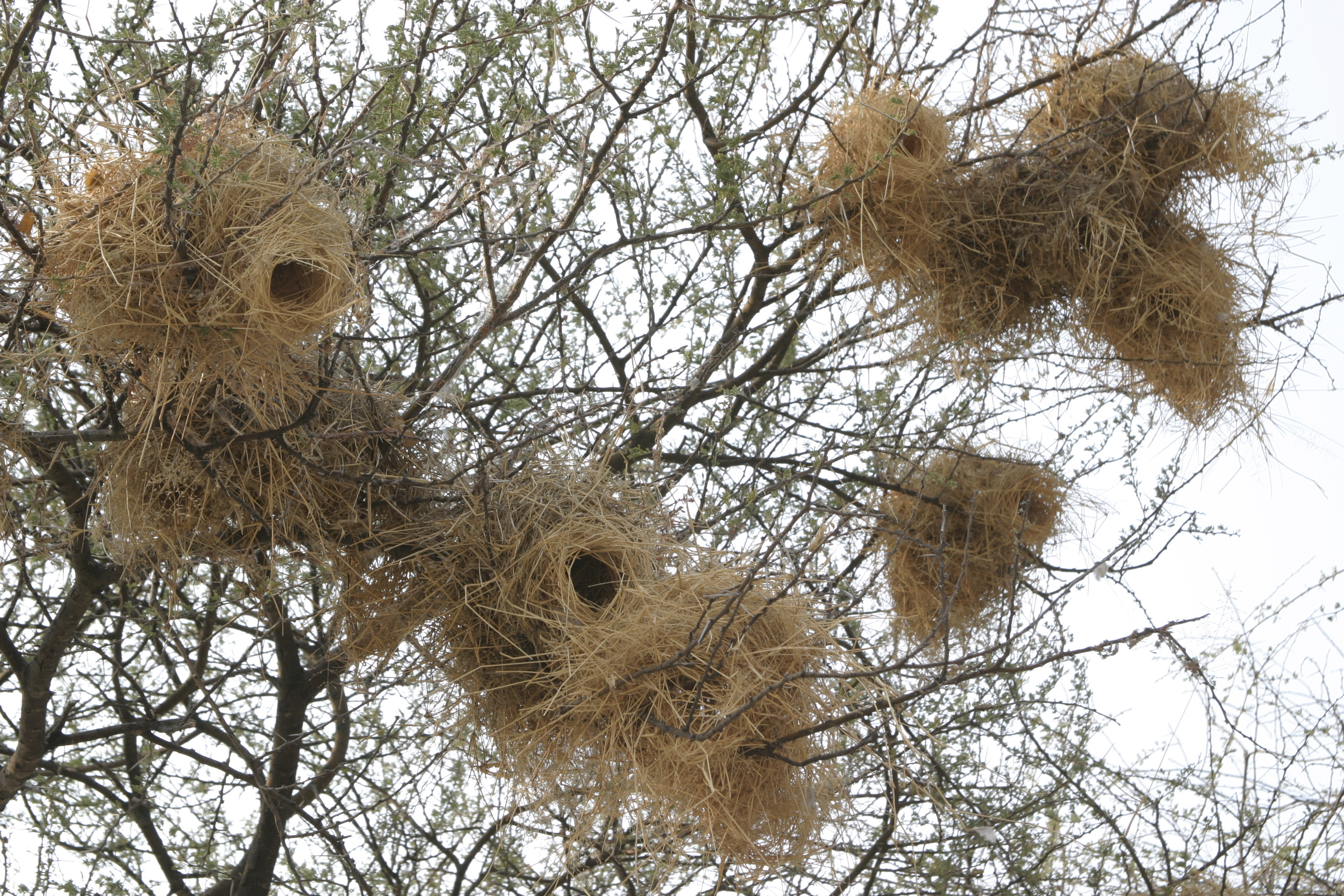
Nidos en Botsuana.
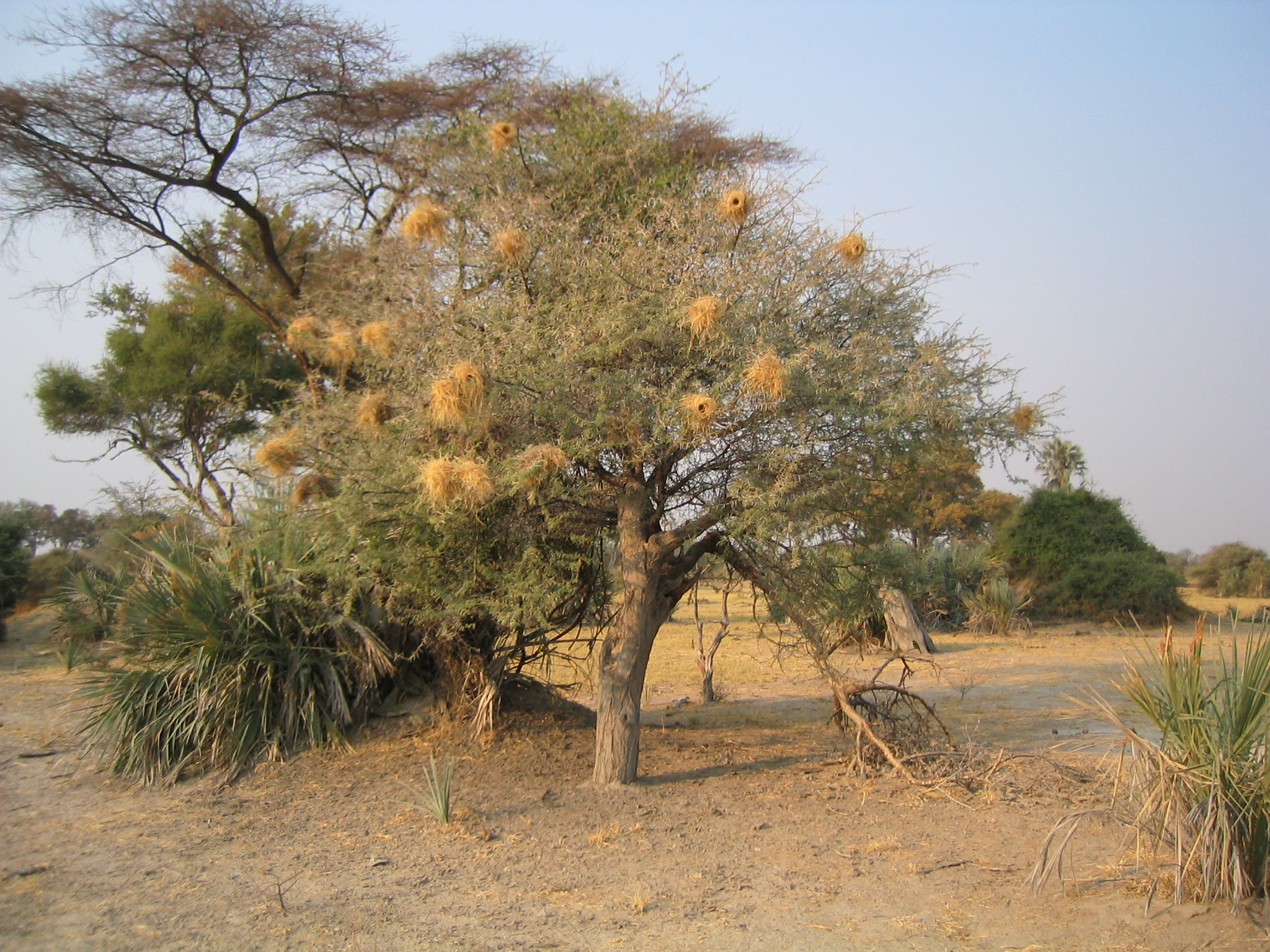
Árbol de acacia con nidos en el delta del Okavango, Botsuana.